# Theiodamas (Gemahl der Neaira)
Theiodamas (altgriechisch Θειοδάμας Theiodámas) ist eine Gestalt der griechischen Mythologie.
Seine Gattin Neaira gebar in den Bergen des Sipylos Dresaios. Dieser nahm am Trojanischen Krieg auf Seiten der Belagerten teil und wurde von Polypoites getötet.
Nach einer weiteren Überlieferung könnte Theiodamas mit dem Vater des Hylas identisch sein.